# Lugoff
Lugoff é uma Região censo-designada localizada no estado norte-americano de Carolina do Sul, no Condado de Kershaw.

## Demografia
Segundo o censo norte-americano de 2000, a sua população era de 6278 habitantes.

## Geografia
De acordo com o United States Census Bureau tem uma área de
33,5 km², dos quais 33,3 km² cobertos por terra e 0,2 km² cobertos por água. Lugoff localiza-se a aproximadamente 75 m acima do nível do mar.

## Localidades na vizinhança
O diagrama seguinte representa as localidades num raio de 28 km ao redor de Lugoff.